# McAllister Island
McAllister Island – niezamieszkana wyspa w Zatoce Frobishera, w Archipelagu Arktycznym, w regionie Qikiqtaaluk, na terytorium Nunavut, w Kanadzie. W pobliżu McAllister Island położone są wyspy: Culbertson Island, Low Island, Mark Island, Mitchell Island i Precipice Island.